# Diocesi di Fenoarivo Atsinanana
La diocesi di Fenoarivo Atsinanana (in latino Dioecesis Fenoarivensis-Atsinananensis) è una sede della Chiesa cattolica in Madagascar suffraganea dell'arcidiocesi di Toamasina. Nel 2023 contava 432.923 battezzati su 1.626.672 abitanti. È retta dal vescovo Marek Ochlak, O.M.I.

## Territorio
La diocesi comprende la città di Fenoarivo Atsinanana, dove si trova della cattedrale di San Maurizio.
Il territorio è suddiviso in 11 parrocchie.

## Storia
La diocesi è stata eretta il 30 ottobre 2000, ricavandone il territorio dall'arcidiocesi di Antsiranana, di cui era originariamente suffraganea.
Il 26 febbraio 2010 è entrata a far parte della provincia ecclesiastica dell'arcidiocesi di Toamasina.

## Cronotassi dei vescovi
Si omettono i periodi di sede vacante non superiori ai 2 anni o non storicamente accertati.
- Désiré Tsarahazana (30 ottobre 2000 - 24 novembre 2008 nominato vescovo di Toamasina)
- Marcellin Randriamamonjy (10 febbraio 2009 - 31 ottobre 2024 nominato vescovo di Farafangana)[1]
- Marek Ochlak, O.M.I., dal 17 aprile 2025

## Statistiche
La diocesi nel 2023 su una popolazione di 1.626.672 persone contava 432.923 battezzati, corrispondenti al 26,6% del totale.
| anno | popolazione | popolazione | popolazione | presbiteri | presbiteri | presbiteri | presbiteri                | diaconi | religiosi | religiosi | parrocchie |
| anno | battezzati  | totale      | %           | numero     | secolari   | regolari   | battezzati per presbitero | diaconi | uomini    | donne     | parrocchie |
| ---- | ----------- | ----------- | ----------- | ---------- | ---------- | ---------- | ------------------------- | ------- | --------- | --------- | ---------- |
| 2000 | 100.000     | 740.460     | 13,5        | 26         | 12         | 14         | 3.846                     |         | 14        | 43        | 6          |
| 2001 | 100.000     | 740.460     | 13,5        | 26         | 12         | 14         | 3.846                     |         | 14        | 43        | 6          |
| 2002 | 175.000     | 739.166     | 23,7        | 27         | 21         | 6          | 6.481                     |         | 6         | 53        | 6          |
| 2003 | 175.000     | 739.166     | 23,7        | 29         | 23         | 6          | 6.034                     |         | 6         | 53        | 6          |
| 2004 | 110.850     | 739.116     | 15,0        | 30         | 28         | 2          | 3.695                     |         | 2         | 56        | 7          |
| 2006 | 120.000     | 781.000     | 15,4        | 31         | 29         | 2          | 3.870                     |         | 2         | 56        | 8          |
| 2013 | 308.000     | 939.000     | 32,8        | 37         | 35         | 2          | 8.324                     |         | 2         | 59        | 10         |
| 2016 | 374.106     | 1.019.000   | 36,7        | 34         | 34         |            | 11.003                    | 6       | 15        | 69        | 10         |
| 2019 | 405.000     | 1.046.500   | 38,7        | 41         | 38         | 3          | 9.878                     |         | 3         | 68        | 11         |
| 2021 | 419.719     | 1.562.722   | 26,9        | 42         | 39         | 3          | 9.993                     |         | 3         | 70        | 11         |
| 2023 | 432.923     | 1.626.672   | 26,6        | 44         | 44         |            | 9.839                     |         |           | 75        | 11         |